# Estadi Émile Mayrisch
L'Estadi Émile Mayrisch és un estadi luxemburguès de futbol a Esch-sur-Alzette. És la seu de l'equip Cercle Sportif Fola Esch, -club que juga a la Lliga luxemburguesa de futbol- i té una capacitat per a 3.826 persones. L'estadi porta el nom de l'empresari luxemburguès Émile Mayrisch, director del Grup Arbed.